# Гарасівка
Гара́сівка — село в Україні, у Вільнянській міській громаді Запорізького району Запорізької області. До 2020 орган місцевого самоврядування — Вільнянська міська рада.
Площа села — 16 га. Кількість дворів — 13, кількість населення на 01.01.2007 — 22 особи.

## Географія
Село Гарасівка розташоване на лівому березі річки Вільнянка, вище за течією на відстані 1 км розташоване село Вільнянка, нижче за течією на відстані 1 км розташоване село Дерезівка. Річка в цьому місці пересихає, на ній зроблена загата.
Село розташоване за 5 км від центру громади, за 24 км від обласного центра.
Найближча залізнична станція — Вільнянськ — розташована за 24 км від села.

## Історія
Село утворилось на межі XIX-XX століть на березі річки Вільнянка.
7 (20) листопада 1917 року, відповідно до Третього Універсалу Української Центральної Ради, увійшло до складу Української Народної Республіки.
Внаслідок поразки Перших визвольних змагань в селі встановлена більшовицька влада.
В 1932-1933 селяни пережили сталінський геноцид.
З 24 серпня 1991 року Гарасівка входить до складу незалежної України.
12 червня 2020 року, відповідно до Розпорядження Кабінету Міністрів України від № 713-р «Про визначення адміністративних центрів та затвердження територій територіальних громад Запорізької області», увійшло до складу Вільнянської міської громади.
19 липня 2020 року, в результаті адміністративно-територіальної реформи та ліквідації Вільнянського району, село увійшло до складу новоутвореного Запорізького району.